# Прощёное воскресенье
Прощёное воскресе́нье, или Неде́ля сыропу́стная (церк.-слав. недѣ́лѧ сыропꙋ́стнаѧ, греч. Κυριακή τῆς Τυρινής,  Κυριακή τῆς Τυρο-φάγου), также Проводы Масленицы, также Неде́ля Ада́мова изгна́ния (греч. Κυριακή τῆς ἐξορία τοῦ Ἀδάμ; лат. Quinquagesima; Esto mihi), (Сыропуст; Прощёный день) — четвёртое и последнее из четырёх воскресений подготовки к Великому посту в Православии (седьмое воскресенье перед Пасхой), которое следует после Недели о Страшном суде, последний день, когда, согласно Типикону, разрешается есть скоромную пищу: яйца и молочные продукты. Входящее в название славянское слово «сыропустная» обозначает «сыр опускаю», то есть «сыр оставляю»; по-гречески дословный перевод Κυριακή της Τυρινής — это «Воскресенье сырное» (греч. τύρευμα — сыр) или Κυριακή της Τυροφάγου — это «Воскресенье сыроеда».

## Описание
В православии самый долгий в году пост — Великий пост — предваряется днём, который именуется Прощёным воскресеньем. В этот день православные христиане на литургии имеют возможность слышать чтение Евангелия, где говорится о прощении грехов, о посте и о собирании небесных сокровищ:

Глава 6
14Ибо если вы будете прощать людям согрешения их, то простит и вам Отец ваш Небесный, 15а если не будете прощать людям согрешения их, то и Отец ваш не простит вам согрешений ваших.
16Также, когда поститесь, не будьте унылы, как лицемеры, ибо они принимают на себя мрачные лица, чтобы показаться людям постящимися. Истинно говорю вам, что они уже получают награду свою. 17А ты, когда постишься, помажь голову твою и умой лице твоё, 18чтобы явиться постящимся не пред людьми, но пред Отцом твоим, Который втайне; и Отец твой, видящий тайное, воздаст тебе явно.
19Не собирайте себе сокровищ на земле, где моль и ржа истребляют, и где воры подкапывают и крадут, 20но собирайте себе сокровища на небе, где ни моль, ни ржа не истребляют, и где воры не подкапывают и не крадут, 21ибо где сокровище ваше, там будет и сердце ваше.— Евангелие от Матфея
В этот день все верующие просят друг у друга прощения — чтобы приступить к посту с доброй душой, сосредоточиться на духовной жизни, чтобы очистить сердце от грехов на исповеди и с чистым сердцем встретить Пасху — день Воскресения Иисуса Христа.
В этот день последний раз употребляется скоромная пища (но без мяса).

В этот день, по установленному в древние времена обычаю, поклонившись друг другу из глубины наших сердец, прощают православные взаимные обиды и согрешения. Это необходимо нам, если мы хотим жить с Господом и находясь на Земле, и переселившись в жизнь вечную. Мы все желаем себе вечного спасения. Но это возможно только в том случае, если не будет в нашем сердце обид; не будет взаимного осуждения, неприязни.
Возможно только тогда, когда в сердце нашем будет мир — это драгоценное священное благо, которое дарует нам Христос Спаситель.

Но для этого нужно и простить тех, кто нас обидел, и испросить себе прощение у тех, кого мы вольно или невольно обидели. Иначе напрасны будут все наши труды в предстоящем посту. Не примет Господь наших многочисленных земных поклонов, если в сердце нашем будут продолжать жить обиды на брата, зло и недоброжелательность к ближним.— Архимандрит Иоанн (Крестьянкин)
В храмах на вечернем богослужении совершается чин прощения.
Чин прощения появился в монастырской жизни египетских монахов. Перед наступлением Великого поста, чтобы усилить подвиг молитвы и подготовиться к светлому празднику Пасхи, монахи расходились по одному по пустыне на все сорок дней поста. Некоторые из них уже не возвращались обратно: кто-то был растерзан дикими зверями, другие погибали в безжизненной пустыне. Потому, расходясь, чтобы встретиться только на Пасху, монахи просили друг у друга прощения за все вольные или невольные обиды, как перед смертью. И конечно, сами от души прощали всех. Каждый понимал, что их встреча в преддверии Великого Поста может оказаться последней. Для того и существовал чин прощения — чтобы быть примирённым и прощённым со всеми и — благодаря этому — с Самим Богом.
С течением времени эта традиция перешла в богослужение всей Церкви.
В этот день вспоминает Церковь страшную трагедию, свершившуюся с человечеством на заре его истории — изгнание его, в лице общего нам всем праотца Адама, из Рая.

## Богослужение

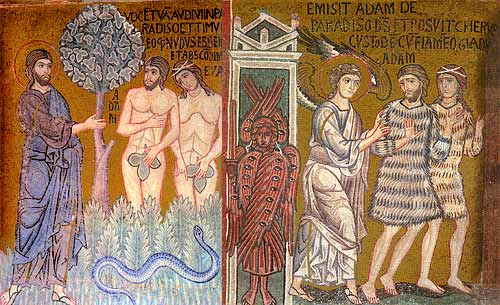
Византийская мозаика. Палатинская капелла, Палермо. XII век

Второе название — «Адамово изгнание» — происходит от того, что в этот день в песнопениях в стихирах на вечерни и на утрени и в каноне вспоминается изгнание из Рая Адама по причине грехопадения. На литургии в этот день читается Евангелие от Матфея зачало 17-е (Мф. 6:14—21), в котором говорится о прощении грехов, о посте и о собирании небесных сокровищ (имеются в виду добродетели). Перед началом Великого поста, подготавливая к нему, Православная церковь призывает плакать и сокрушаться о своих грехах, как это делал изгнанный Адам. В Триоди постной песнопения этого дня сообщают, что греховное состояние человечества подобно состоянию изгнанного из Рая Адама.
В церковном богослужении этого дня к обычным воскресным песнопениям Октоиха добавляются покаянные молитвословия Триоди постной. Также в этот день может употребляться и Минея, если случится Сретение Господне, или его попразднство, или престольный праздник, или бденный/полиелейный святой. Богослужения других святых с этого дня должны переноситься на повечерие пятницы вечера.
- Так же, как в Неделю о блудном сыне, на «Го́споди воззва́х…» поются: 6 воскресных стихир, 4 стихиры из Триоди глас 6-й[4], «Сла́ва…», стихира Триоди глас 6-й:

|         | На греческом | На церковнославянском (транслитерация) | На русском |
| ------- | --- | --- | --- |
| стихира | Ἦχος πλ. β' Ἐκάθισεν Ἀδάμ, ἀπέναντι τοῦ Παραδείσου, καὶ τὴν ἰδίαν γύμνωσιν θρηνῶν ὠδύρετο. Οἴμοι, τὸν ἀπάτῃ πονηρᾷ πεισθέντα καὶ κλαπέντα, καὶ δόξης μακρυνθέντα! οἴμοι, τὸν ἁπλότητι γυμνόν, νῦν δὲ ἠπορημένον! Ἀλλ' ὦ Παράδεισε, τρυφῆς ἀπολαύσω, οὐκέτι ὄψομαι οὐκέτι σου τῆς τὸν Κύριον καὶ Θεόν μου καὶ Πλάστην· εἰς γῆν γάρ ἀπελεύσομαι, ἐξ ἧς καὶ προσελήφθην. Ἐλεῆμον Οἰκτίρμον βοῶ σοι· Ἐλέησόν με τὸν παραπεσόντα. | глас 6 Се́де Ада́м пря́мо рая́, и сво́ю наготу́ рыда́я пла́каше: увы́ мне, пре́лестию лука́вою увеща́нну бы́вшу и окра́дену и сла́вы удале́ну! Увы́ мне, просто́тою на́гу, ны́не же недоуме́нну! Но о раю́, кто́му твоея́ сла́дости не наслажду́ся: ктому́ не узрю́ Го́спода и Бо́га моего́ и Созда́теля: в зе́млю бо пойду́, от нея́же и взят бых. Ми́лостиве ще́дрый, вопи́ю Ти: поми́луй мя па́дшаго. | глас 6 Сел Адам напротив рая и свою наготу, сетуя, оплакивал: «Увы мне, обману лукавого поверившему, и ограбленному, и от славы удаленному! Увы мне, по простоте обнаженному и ныне недоумевающему! Но, о рай, больше я твоею роскошью не наслажусь, больше не увижу Господа и Бога моего и Создателя; ибо в землю отойду, из которой и был взят. Милостивый, Сострадательный, взываю Тебе: Помилуй меня падшего!» |

```
«
И ны́не…
», 
догматик
 Октоиха.
```

- В начале литии — стихира храма, «Сла́ва…», стихира Триоди глас 6-й: «Со́лнце лучи́ скры…», «И ны́не…», воскресный богородичен того же гласа: «Та́инственно воспева́ем Тя, Богоро́дице Мари́е…».
- Стиховны — 4 обычные стихиры Октоиха с воскресными запевами, «Сла́ва…», стихира Триоди глас 6-й: «Изгна́н бысть Ада́м из рая́ сне́дию…», «И ны́не…», воскресный богородичен того же гласа: «Творе́ц и Изба́витель мой Пречи́стая…».

Далее продолжается всенощное бдение, как обычное воскресное, за исключением:
- По «Бог Госпо́дь…» дважды поётся воскресный тропарь (нет тропаря святому), «Сла́ва… и ны́не…», богородичен воскресный.
- При пении полиелея, к двум обычным (к 134-му псалму: «Хвали́те и́мя Госпо́дне…» и к 135-му псалму: «Испове́дайтеся Го́сподеви я́ко благ…»), добавляется третий (псалом 136-й: «На река́х вавило́нских…»).
- Так же, как и в Неделю о мытаре и фарисее, после чтения Евангелия — «Воскресение Христово видевше…», псалом 50: «Поми́луй мя Бо́же…», и особые покаянные песни[8] глас 8-й: «Покая́ния отве́рзи ми две́ри, Жизнода́вче…».
- В каждой песни канона: 4 воскресных тропаря, 2 — крестовоскресных, 2 — богородичных (из Октоиха), 6 — из Триоди глас 2-й с запевом «Поми́луй мя, Бо́же, поми́луй мя» и катавасия из Триоди «Я́ко по су́ху пешеше́ствовав Изра́иль…».
- По третьей песни седальны Триоди.
- По шестой песни:

|        | На греческом | На церковнославянском (транслитерация) | На русском |
| ------ | --- | --- | --- |
| кондак | Ἦχος πλ. β' Τῆς σοφίας ὁδηγέ, φρονήσεως χορηγέ, τῶν ἀφρόνων παιδευτά, καὶ πτωχῶν ὑπερασπιστά, στήριξον, συνέτισον τὴν καρδίαν μου Δέσποτα. Σὺ δίδου μοι λόγον, ὁ τοῦ Πατρός Λόγος· ἰδοὺ γὰρ τὰ χείλη μου, οὐ μὴ κωλύσω ἐν τῷ κράζειν σοι· Ἐλεῆμον, ἐλέησόν με τὸν παραπεσόντα. | глас 6 Прему́дрости наста́вниче, смы́сла пода́телю, нему́дрых наказа́телю, и ни́щих защи́тителю, утверди́, вразуми́ се́рдце мое́ Влады́ко. Ты даждь ми сло́во, О́тчее Сло́во, се бо устне́ мои́ не возбраню́, во е́же зва́ти Тебе́: Ми́лостиве, поми́луй мя па́дшаго. | глас 6 Премудрости наставник, разума Податель, Учитель неразумных и нищих Защитник, утверди, вразуми сердце мое, Владыка. Ты дай мне слово, Отчее Слово, — ибо вот, я устам моим не возбраню взывать Тебе: «Милостивый, помилуй меня, падшего!» |
| икос   | Ἐκάθισεν Ἀδὰμ τότε, καὶ ἔκλαυσεν ἀπέναντι τῆς τρυφῆς τοῦ Παραδείσου, χερσὶ τύπτων τὰς ὄψεις, καὶ ἔλεγεν· Ἐλεῆμον, ἐλέησόν με τὸν παραπεσόντα. Ἰδὼν Ἀδὰμ τὸν Ἄγγελον, ὠθήσαντα, καὶ κλείσαντα τὴν τοῦ θείου κήπου θύραν, ἀνεστέναξε μέγα, καὶ ἔλεγεν· Ἐλεῆμον, ἐλέησόν με τὸν παραπεσόντα. Συνάλγησον Παράδεισε, τῷ κτήτορι πτωχεύσαντι, καὶ τῷ ἤχῳ σου τῶν φύλλων, ἱκέτευσον τὸν Πλάστην, μὴ κλείσῃ σε. Ἐλεῆμον, ἐλέησόν με τὸν παραπεσόντα. Παράδεισε πανάρετε, πανάγιε, πανόλβιε, ὁ δι' Ἀδὰμ πεφυτευμένος, καὶ διὰ τὴν Εὔαν κεκλεισμένος, ἱκέτευσον Θεὸν διὰ τὸν παραπεσόντα. Ἐλεῆμον, ἐλέησόν με τὸν παραπεσόντα. | Се́де Адам тогда́ и пла́кася, пря́мо сла́дости рая́, рука́ма бия́ лице́, и глаго́лаше: Ми́лостиве, поми́луй мя па́дшаго Ви́дев Адам а́нгела изрину́вша, и затвори́вша боже́ственнаго сада́ дверь, воздохну́в вельми́, и глагола́: Ми́лостиве, поми́луй мя па́дшаго. Споболи́ раю́ стяжа́телю обнища́вшему, и шу́мом твои́х ли́ствий умоли́ Соде́теля, да не затвори́т тя: Ми́лостиве, поми́луй мя па́дшаго. Раю́ вседоброде́тельный, всесвяты́й, всебога́тый, Ада́ма ра́ди насажде́нный, и ра́ди Е́вы заключе́нный, умоли́ Бо́га о па́дшем: Ми́лостиве, поми́луй мя па́дшаго. | Сел Адам тогда и заплакал напротив рая сладостного, руками ударяя себя по лицу, и возглашал: «Милостивый, помилуй меня, падшего!» Адам, увидев Ангела, его изгнавшего, и затворившего божественного сада дверь, восстенал громко и возглашал: «Милостивый, помилуй меня, падшего!» Сострадай, о рай, твоему владельцу обнищавшему, и шумом твоих листьев умоли Создателя, не затворять тебя: «Милостивый, помилуй меня, падшего!» Рай всесовершенный, всесвятой, всеблаженный, ради Адама насажденный, и из-за Евы затворенный, умоли Бога о падшем: «Милостивый, помилуй меня, падшего!» |

- По девятой — ексапостиларий евангельский, и два светильна из Триоди. (Богородичного нет).
- На хвалитех — 5 стихир Октоиха, 4 стихиры Триоди — запевы к стихирам воскресные и один дополнительный из того же 9-го псалма: «Возвеселю́ся и возра́дуюся о Тебе́, / пою́ и́мени Твоему́, Вы́шний.» (Пс. 9:2), «Сла́ва…», стихира Триоди глас 1-й: «Предочи́стим себе́, бра́тие, цари́цею доброде́телей…», «И ны́не…», «Преблагослове́нна еси́…».
- По великом славословии — тропарь воскресный (конечный).
- По отпусте — евангельская стихира.
- На всех часах — тропарь воскресный, а кондак Триоди.

### На Литургии
- «Блаженны»: 6 из Октоиха и 4 тропаря шестой песни канона Триоди.
- По входе:

1. В Господском храме — тропарь воскресный, «Сла́ва… и ны́не…», кондак Триоди.
2. В храме Богородицы — тропарь воскресный, тропарь храма, «Сла́ва…», кондак Триоди, «И ны́не…», кондак храма.
3. В храме святого — тропарь воскресный, тропарь храма, «Сла́ва…», кондак храма, «И ны́не…», кондак Триоди.

- Прокимен и аллилуиарий — Триоди (а не Октоиха).
- Апостольское и Евангельское зачала — Триоди.

### Чин прощения
По монастырскому Уставу чин прощения должен быть каждый день в конце повечерия и в конце полунощницы, которые в приходской практике Русской православной церкви почти не исполняются. Поэтому накануне Великого поста чин прощения принято совершать либо сразу после воскресной Литургии, либо уже́ после вечерни.
- На этой вечерне Вход с кадилом. «Све́те Ти́хий…». Диакон или священник возглашает:

Проки́мен вели́кий, глас осмы́й — Не отврати́ лица́ Твоего́ от о́трока Твоего́, я́ко скорблю́; ско́ро услы́ши мя, вонми́ души́ мое́й и изба́ви ю.
Хор повторяет этот прокимен, также повторяет его и после каждого стиха, возглашённого диаконом:
стих 1-й: Спасе́ние Твое́, Бо́же, да прии́мет мя.
 стих 2-й: Да у́зрят ни́щии и возвеселя́тся.
 стих 3-й: Взыщи́те Бо́га, и жива́ бу́дет душа́ ва́ша.
- Закрываются царские врата. «Сподо́би, Го́споди…». Священнослужители переоблачаются в темные одежды. Диакон [или иерей в епитрахили (в приходских храмах — и в фелони, если он служит один без диакона)] выходит для произношения просительной ектении на солею перед царскими вратами, певцы поют эту ектению и последующие не обычным, но скорбным великопостным напевом[9].
- После «Ныне отпущаеши…» и Трисвято́го по «Отче наш…» священник из алтаря через северную диаконскую дверь выходит на солею, становится на амвон и возглашает: «Я́ко Твое́ есть Ца́рство…». Клирос поёт:

Ами́нь.
 Богоро́дице Де́во, ра́дуйся, Благода́тная Мари́е, Госпо́дь с Тобо́ю:/ благослове́нна Ты в жена́х, и благослове́н Плод чре́ва Твоего́,// я́ко Спа́са родила́ еси́ душ на́ших.
- При пении священник на амвоне со всеми прихожанами делают первый земной поклон. Клирос поёт тем же напевом:

Сла́ва Отцу́ и Сы́ну и Свято́му Ду́ху.
 Крести́телю Христо́в, всех нас помяни́,/ да изба́вимся от беззако́ний на́ших:// тебе́ бо даде́ся благода́ть моли́тися за ны.
- Всеми совершается второй земной поклон. Певчие хора продолжают петь:

И ны́не и при́сно и во ве́ки веко́в. Ами́нь.
 Моли́те за ны святи́и апо́столи, святи́и вси,/ да изба́вимся от бед и скорбе́й:// вас бо те́плыя предста́тели ко Спа́су стяжа́хом.
- Третий поклон, и далее пение без земных поклонов:

Под Твое́ благоутро́бие прибега́ем, Богоро́дице,/ моле́ния на́ша не пре́зри во обстоя́нии;// но от бед изба́ви ны, Еди́на Чи́стая, Еди́на Благослове́нная.
- Чтец произносит: «Господи помилуй» 40 раз, далее:

Сла́ва Отцу́ и Сы́ну и Свято́му Ду́ху. И ны́не и при́сно и во ве́ки веко́в. Ами́нь.
 Честне́йшую Херуви́м и сла́внейшую без сравне́ния Серафи́м, без истле́ния Бо́га Сло́ва ро́ждшую, су́щую Богоро́дицу Тя велича́ем.
 И́менем Госпо́дним благослови́, о́тче.
- Священник:

Сый благослове́н Христо́с Бог наш, всегда́, ны́не и при́сно и во ве́ки веко́в.
- Чтец:

Ами́нь.
 Небе́сный Царю́, ве́ру утверди́, язы́ки укроти́, мир умири́, святы́й храм сей (святу́ю оби́тель сию́) до́бре сохрани́; пре́жде отше́дшия отцы́ и бра́тию на́шу в селе́ниих пра́ведных учини́, и нас в покая́нии и испове́дании приими́, я́ко Благи́й и Человеколю́бец
- Священник, продолжая стоять на амвоне, возглашает Молитву Ефрема Сирина:

Го́споди и Влады́ко живота́ моего́, дух пра́здности, уны́ния, любонача́лия и праздносло́вия не даждь ми.
Священник вместе со всеми в храме совершает земной поклон, а затем продолжает:
Дух же целому́дрия, смиренному́дрия, терпе́ния и любве́ да́руй ми, рабу́ Твоему́.
Иерей на амвоне и все присутствующие кладут второй поклон, после чего батюшка заканчивает молитву:
Ей, Го́споди Царю́, да́руй ми зре́ти моя́ прегреше́ния и не осужда́ти бра́та моего́, я́ко Благослове́н еси́ во ве́ки веко́в.
- Чтец: «Аминь.»
- Возглас священника «Сла́ва Тебе́ Христе́ Бо́же, Упова́ние на́ше, сла́ва Тебе́».
- Отпуст, после которого хор поет многолетны: «Вели́каго Господи́на…».

Затем священник на амвоне становится на колени и читает две «Молитвы в начале поста Святой Четыредесятницы».
Далее следует сам чин прощения. Рядом с амвоном на аналоях полагаются иконы Спасителя и Богородицы. Настоятель творит земные поклоны перед ними и целует их. Затем он обращается к присутствующим с поучением о христианском проведении поста, о необходимости просить прощения друг у друга, чистосердечно прощать обиды, и сам испрашивает прощения у причта и народа, говоря:
Благословите мя, отцы святии, братия и сестры, и простите ми, грешному, ели́ка согреших в сей день и во вся дни живота моего делом, словом, помышлением и всеми моими чувствы.
Сказав это, он земно кланяется народу. Все отвечают ему земным поклоном и говорят:
Бог простит тя, отче святый. Прости и нас, грешных, и благослови.
На это наместник отвечает:
Благодатию Своею Бог да простит и помилует всех нас.
Затем все священнослужители в порядке старшинства прикладываются к иконам на аналое, лобызаются с настоятелем и друг с другом в плечи, взаимно испрашивая прощения. За ними идут миряне, целуют иконы и испрашивают прощения у причта и друг у друга. Во время прощения прихожан принято петь: «Покаяния отве́рзи ми двери…», «На реках Вавилонских…» и др. В некоторых храмах принято также петь стихиры Пасхи, заканчивая словами: «И та́ко возопии́м».
Таким образом, примирившись друг с другом, православные христиане начинают поприще Великого поста. По причине совершения Чина прощения Неделя сыропустная имеет название — Прощёное воскресенье.
После вечерни положено совершать малое повечерие с каноном и поклонами на молитве Ефрема Сирина. С утра, перед началом утрени, должна совершаться вседневная полунощница с поклонами.

## В католичестве
Аналог Прощёного воскресенья в римской литургической традиции — лат. Quinquagesima (буквально «пятидесятый [день]», поскольку это день за 50 дней до Пасхи). Это название появилось в VI веке. Кроме того, это воскресенье также называлось Estomihi (лат. esto mihi — буквально «будь мне») по первым словам входного песнопения (Пс. 30:3). До реформы Римского календаря в 1969 году это воскресенье входило в подготовительный период перед Великим Постом (литургический цвет — фиолетовый), а после было отнесено к Рядовому времени и утратило свои названия. В настоящее время как особое празднование Quinquagesima сохраняется в экстраординарной форме римского обряда. В обычаях западноевропейских народов это воскресенье приходилось на период карнавала.

## Цитаты
Все желающие приступить к подвигу поста и молитвы, 
все желающие пожать плоды от своего покаяния, 
 услышьте Слово Божие, услышьте завет Божий: 
простите ближним согрешения их пред вами.

Святитель Игнатий (Брянчанинов)

Ты постишься? Умилостивь того, кого ты обидел, 
никогда не завидуй брату, ни к кому не питай ненависти.

Святитель Иоанн Златоуст

Если ты, человек, не прощаешь всякого 
согрешившего против тебя, то не утруждай себя 
 постом и молитвой… Бог не примет тебя.

Преподобный Ефрем Сирин

## Народные традиции
Кульминация всей масленичной недели. В воскресенье происходило заговенье перед началом Великого поста. Все близкие люди просили друг у друга прощения за все причинённые за год неприятности и обиды. Вечером в Прощёное воскресенье поминали усопших, ходили на кладбище прощаться со своими родственниками. В этот день ходили в баню. Остатки праздничной еды сжигали или отдавали скотине, посуду тщательно мыли. В конце праздника торжественно сжигали чучело Масленицы, полученный пепел рассыпали по полям.
В Костромской губернии в воскресенье организуется «обоз»: «верховая поездка из наряженных мужчин, с соломенными колпаками на головах». Вечером ряженые выезжают за город и сжигают там свои колпаки — «сжигают Масленицу». А в деревнях вечером, взяв по пучку соломы, складывают в одну кучу и зажигают — «сжигают соломенного мужика».